# Crédit hypothécaire
Un crédit hypothécaire est un crédit immobilier qui est garanti par une hypothèque, c'est-à-dire que le prêteur dispose du bien immobilier sous-jacent comme garantie sur le prêt. En France, près de 40% des crédits immobiliers sont adossés à une hypothèque, alors que près de 60% sont garantis par un cautionnement mutualisé.

## Types de garanties prêts
Il existe deux types de prêts hypothécaires : 
- le prêt acquisition classique : l'hypothèque intervient comme une garantie au bénéfice du prêteur.
- le prêt hypothécaire au sens large du terme : c'est un prêt financier quel qu'en soit l'objet et garanti par une hypothèque.

Ce dernier prêt s'adresse à tous types d'emprunteurs ayant les besoins les plus divers. Il lui suffit de posséder un patrimoine à donner en garantie.

## Histoire
Une intense spéculation sur le crédit hypothécaire s'est produite. Par ailleurs, les marchés immobiliers et financiers sont souvent liés : la bulle immobilière est aggravée par la bulle financière et vice versa, comme cela s'est produit en Europe dès les années 1860 et a permis des travaux très importants dans l'habitat de plusieurs capitales du Vieux continent.
Un siècle plus tard, le crédit hypothécaire a été accusé d'avoir contribué à la crise financière de 2007-2010, causée par l'engagement de banques européennes et américaines dans les rehausseurs de crédit ayant financé les subprimes en mélangeant les obligations de crédit hypothécaire avec des obligations d’État.

## Principes de Crédit hypothécaire

### Concepts de base et réglementation légale
Selon le droit de la propriété anglo-américain, une hypothèque se produit lorsqu'un propriétaire (généralement d'un droit de propriété simple sur des biens immobiliers) offre son intérêt (droit sur la propriété) en tant que garantie ou collatéral pour un prêt. Par conséquent, une hypothèque constitue une charge (limitation) sur le droit de propriété, tout comme une servitude le ferait, mais parce que la plupart des hypothèques surviennent en tant que condition pour de nouveaux fonds empruntés, le mot "hypothèque" est devenu le terme générique pour un prêt garanti par de tels biens immobiliers. Comme pour d'autres types de prêts, les hypothèques ont un taux d'intérêt et sont planifiées pour s'amortir sur une période définie, généralement 30 ans. Tous les types de biens immobiliers peuvent être, et sont généralement, garantis par une hypothèque et portent un taux d'intérêt censé refléter le risque du prêteur.
Le prêt hypothécaire est le mécanisme principal utilisé dans de nombreux pays pour financer la propriété privée résidentielle et commerciale (voir les hypothèques commerciales). Bien que la terminologie et les formulaires précis diffèrent d'un pays à l'autre, les composants de base tendent à être similaires :
Bien immobilier : la résidence physique financée. La forme exacte de la propriété variera d'un pays à l'autre et peut limiter les types de prêts possibles.
Hypothèque : l'intérêt de sécurité du prêteur dans la propriété, qui peut impliquer des restrictions sur l'utilisation ou la disposition de la propriété. Les restrictions peuvent inclure l'obligation de souscrire une assurance habitation et une assurance hypothécaire, ou de rembourser une dette en cours avant de vendre la propriété.
Emprunteur (également appelé "hypothécaire") : la personne qui emprunte et qui a ou crée un intérêt de propriété dans le bien.
Prêteur (également appelé "prêteur hypothécaire") : tout prêteur, mais généralement une banque ou une autre institution financière. (Dans certains pays, notamment aux États-Unis, les prêteurs peuvent également être des investisseurs qui détiennent un intérêt dans l'hypothèque via une valeur mobilière adossée à des hypothèques. Dans une telle situation, le prêteur initial est appelé l'initiateur de l'hypothèque, qui regroupe ensuite et vend le prêt à des investisseurs. Les paiements de l'emprunteur sont ensuite collectés par un servicer de prêt.)
Capital : la taille initiale du prêt, qui peut ou non inclure certains autres coûts ; à mesure que le capital est remboursé, sa taille diminuera.
Intérêt : une charge financière pour l'utilisation de l'argent du prêteur.
Forclusion ou saisie : la possibilité pour le prêteur de procéder à une forclusion, de reprendre ou de saisir la propriété dans certaines circonstances est essentielle à un prêt hypothécaire ; sans cet aspect, le prêt est discutablement similaire à tout autre type de prêt.
Achèvement : achèvement juridique de l'acte hypothécaire, et donc le début de l'hypothèque.
Rachat : remboursement final du montant restant dû, qui peut être un "rachat naturel" à la fin de la durée prévue ou un rachat en une somme globale, généralement lorsque l'emprunteur décide de vendre la propriété. Un compte hypothécaire clos est dit "racheté".
De nombreuses autres caractéristiques spécifiques sont communes à de nombreux marchés, mais celles mentionnées ci-dessus sont les caractéristiques essentielles. Les gouvernements réglementent généralement de nombreux aspects des prêts hypothécaires, soit directement (par le biais d'exigences légales, par exemple) soit indirectement (par la régulation des participants ou des marchés financiers, tels que l'industrie bancaire), et souvent par l'intervention de l'État (prêts directs par le gouvernement, prêts directs par des banques publiques, ou parrainage de diverses entités). D'autres aspects qui définissent un marché hypothécaire spécifique peuvent être régionaux, historiques ou liés à des caractéristiques spécifiques du système juridique ou financier.
Les prêts hypothécaires sont généralement structurés comme des prêts à long terme, dont les paiements périodiques sont similaires à une rente et calculés selon les formules de la valeur temporelle de l'argent. L'arrangement le plus basique nécessiterait un paiement mensuel fixe sur une période de dix à trente ans, selon les conditions locales. Au cours de cette période, la composante principale du prêt (le prêt initial) serait progressivement remboursée par amortissement. En pratique, de nombreuses variantes sont possibles et courantes dans le monde entier et dans chaque pays.
Les prêteurs fournissent des fonds contre la propriété pour gagner des revenus d'intérêts, et empruntent généralement eux-mêmes ces fonds (par exemple, en acceptant des dépôts ou en émettant des obligations). Le prix auquel les prêteurs empruntent de l'argent affecte donc le coût de l'emprunt. Les prêteurs peuvent également, dans de nombreux pays, vendre le prêt hypothécaire à d'autres parties intéressées à recevoir le flux de paiements en espèces de l'emprunteur, souvent sous forme de valeur mobilière (par le biais d'une titrisation).
Le prêt hypothécaire prendra également en compte le risque (perçu) du prêt hypothécaire, c'est-à-dire la probabilité que les fonds seront remboursés (généralement considérée comme une fonction de la solvabilité de l'emprunteur) ; que s'ils ne sont pas remboursés, le prêteur pourra procéder à la forclusion sur les actifs immobiliers ; et les risques financiers, de taux d'intérêt et les ret

## Différences nationales
Au sein de l'Union européenne, le volume du marché des obligations sécurisées (obligations sécurisées en circulation) s'élevait à environ 2 000 milliards d'euros à la fin de 2007, l'Allemagne, le Danemark, l'Espagne et la France ayant chacun un encours supérieur à 200 000 millions d'euros[réf. souhaitée]. Des titres de type Pfandbrief ont été introduits dans plus de 25 pays européens - et ces dernières années également aux États-Unis et dans d'autres pays hors d'Europe - chacun avec ses propres lois et réglementations.